# Mannen som inte kunde le
Mannen som inte kunde le (orig. Mannen som ikke kunne le) är en norsk film från 1968 med bland annat Rolv Wesenlund, Birgitta Andersson, Martin Ljung och Wenche Myhre i rollistan.

## Om filmen
Filmen hade världspremiär i Oslo den 3 februari 1968 och svensk premiär i Stockholm den 7 september samma år, den är barntillåten.

## Rollista (komplett)
- Rolv Wesenlund - herr Sonell, mannen som inte kunde le
- Birgitta Andersson - Stina, mannens käresta
- Harald Heide Steen Jr. - psykiatern
- Thea Stabell - sjuksköterskan
- Wenche Myhre - sångerskan
- Martin Ljung - sig själv
- Sverre Wilberg - Mandrake
- Arve Opsahl - sig själv
- Alf Prøysen - åskådare
- Bjørn Sand - komikern
- Bengt Calmeyer - intervjuaren
- Stein Mehren - sig själv
- Per Øyvind Heradstveit - intervjuaren på tv
- Sølvi Wang
- Leif Juster
- Nora Brockstedt
- Elisabeth Granneman
- Thore Skogman
- Lill-Babs
- Ole Ellefsæther
- Oddvar Folkestad
- Odd Grythe
- Thorleif Karlsen
- Kjell Kaspersen
- Elsa Lystad
- Rolf Just Nilsen
- Carl Henrik Størmer
- Svein Wickstrøm
- Tito Pannaggi - arg ung man på biografen (ej krediterad)